# Alexander Ritter
Alexander Ritter (ur. 27 czerwca 1833 w Narwie, zm. 12 kwietnia 1896 w Monachium) – niemiecki kompozytor.

## Życiorys
Urodził się w niemieckiej rodzinie kupieckiej osiadłej w Narwie. Po śmierci ojca w 1841 roku rodzina przeprowadziła się do Drezna, gdzie młody Ritter uczył się gry na skrzypcach. Poznał tam też Hansa von Bülowa, Ferenca Liszta i Richarda Wagnera. W latach 1849–1851 uczył się w konserwatorium w Lipsku u Ferdinanda Davida (skrzypce) i Ernsta Richtera (teoria). Po powrocie do Drezna grał w orkiestrze dworskiej. W 1854 roku poślubił Franziskę, siostrzenicę Richarda Wagnera, i osiadł w Weimarze, gdzie z polecenia Liszta został drugim koncertmistrzem w orkiestrze dworskiej. W latach 1856–1858 dyrygował orkiestrą teatru w Szczecinie. Kolejne lata spędził w Dreźnie (1858–1860) i Schwerinie (1860–1862). Od 1863 do 1882 roku działał w Würzburgu, od 1875 roku prowadził tam własny sklep z muzykaliami. W 1882 roku otrzymał posadę drugiego koncertmistrza prowadzonej przez Hansa von Bülowa kapeli dworskiej w Meiningen. W 1886 roku osiadł w Monachium, gdzie związał się z tamtejszym środowiskiem tzw. szkoły monachijskiej. Wywarł silny wpływ na młodego Richarda Straussa, napisał wiersz Tod und Verklärung do jego poematu symfonicznego pod tym tytułem, zamieszczony w wydaniu partytury. Utrzymywał ze Straussem korespondencję i wymieniał się z nim uwagami na temat twórczości muzycznej.
Skomponował m.in. opery Der faule Hans (wyst. Monachium 1885) i Wem die Krone (wyst. Weimar 1890) do librett własnego autorstwa, Kwartet smyczkowy, poematy symfoniczne Seraphische Phantasie, Erotische Legende, Karfreitag und Frohnleichnam i Kaiser Rudolfs Ritt zum Grabe, ponadto pieśni, utwory na fortepian.